# Automotrice FS ALe 840
L'Automotrice ALe 840 è una automotrice leggera elettrica costruita da Pozzuoli - OCREN OM - CGE OTO - Ansaldo per le Ferrovie dello Stato Italiane tra il 1949 e il 1964.

## Caratteristiche & unità preservate

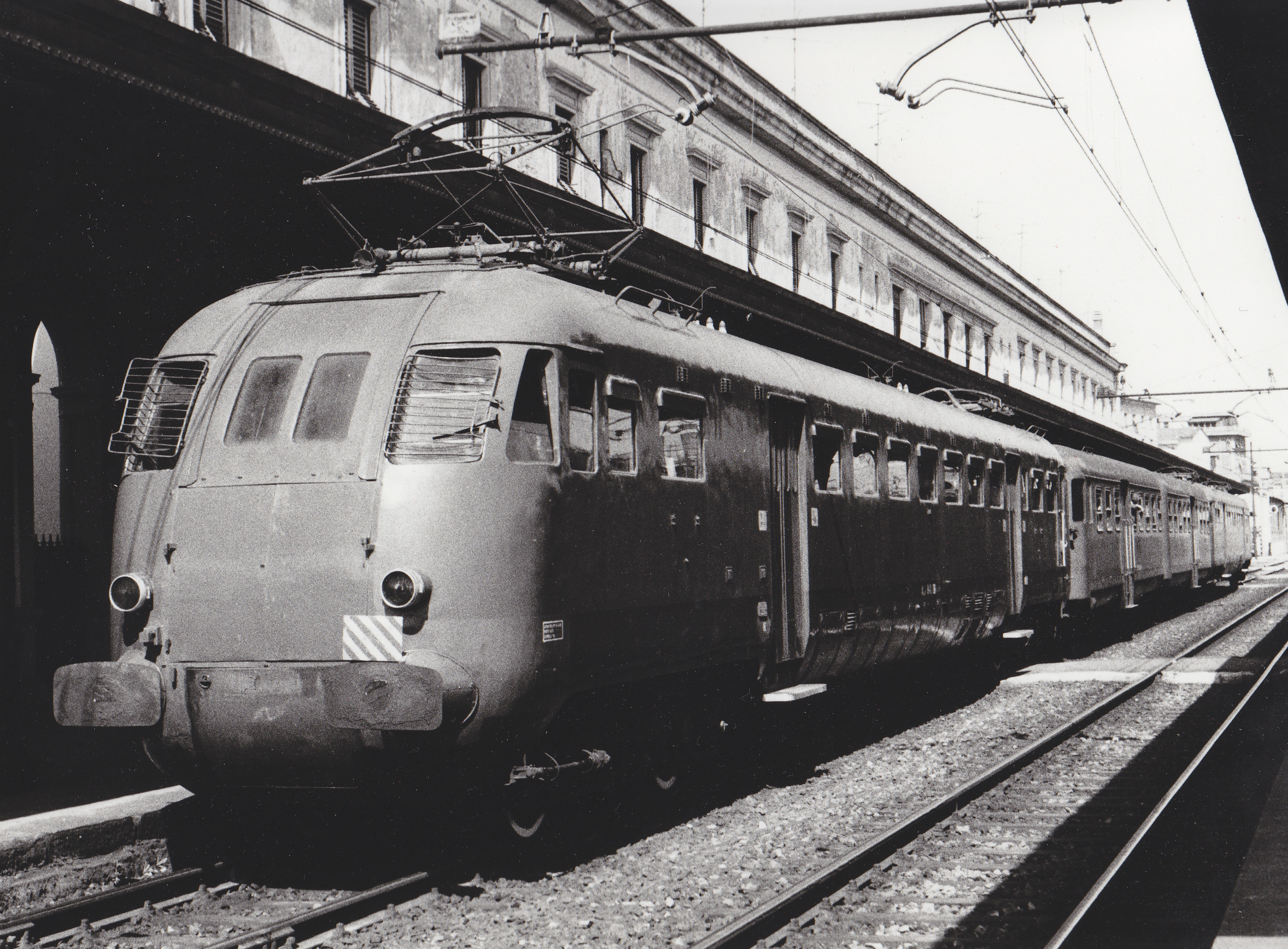
ALe 840, giugno 1983

Esteticamente simile alla precedente ALe 883 per forma e livrea, ne differisce soprattutto per il frontale a bulbo nel quale grandi pannelli rimovibili celano l'intercomunicante che permette l'accoppiamento tra vetture. Come nella Ale 883, le porte di salita erano le tradizionali porte a libro a 4 ante ad apertura pneumatica. Era spesso usata in treni composti da una coppia formata da una Ale 840 e da una rimorchiata Le 840, in tutto identica alla motrice, salvo ovviamente la mancanza dei pantografi e delle prese d'aria nel sottocassa. Altra tipica composizione era a tre elementi, con l'elemento intermedio formato da una vettura Le 640, caratterizzata da un vestibolo centrale ed una minore lunghezza rispetto alla motrice.

Fino al 1956 le ALe 840 erano dotate di posti di III classe.
A partire dal 1957 un certo numero di rimorchiate Le 840 vennero attrezzate con apparecchiature atte a fare funzionare le elettromotrici sotto la linea a corrente alternata trifase e rinominate Lebc 840; vennero pertanto munite di pantografi doppi affiancati, adatti per la linea aerea di contatto bifilare, e viaggiavano accoppiate alle normali elettromotrici rendendo possibile l'effettuazione di treni diretti tra i due sistemi elettrici di alimentazione della rete italiana. 

Nel 1976, con il completamento della trasformazione delle linee in corrente continua, tali rimorchiate vennero riportate allo stato originale.

### Unità preservate
Ad oggi esistono le unità:
-012: Milano (A.V.T.S.).
-046: Bussoleno (FERALP.TEAM).